# Vlag van Eernewoude

Vlag van Eernewoude

De vlag van Eernewoude is de dorpsvlag van het Nederlandse dorp Eernewoude, in de Friese gemeente Tietjerksteradeel. De vlag werd in de huidige vorm in 1984 geregistreerd.
Bij gemeenteraadsbesluit van 22 november 1984 zijn een wapen en een vlag vastgesteld voor de 16 dorpen van de gemeente Tietjerksteradeel. Het ontwerp van de vlag is van de hand van Piet Bultsma.

## Beschrijving
De beschrijving van de vlag is als volgt:
Drie hoogtebanen van groen-wit-groen, verhouding 1:6:1; in de witte baan op het kruis een zwarte dubbele adelaar.
De kleuren zijn afkomstig van het dorpswapen.

## Symboliek
- Dubbelkoppige adelaar: sprekend deel.[2] De plaatsnaam Eernewoude bestaat uit twee delen: de persoonsnaam Erend of Arend en woude/wâld (bos of moerasbos).[3]
- Groene banen: verwijst naar het landelijke karakter. Ook verwijst het naar het deel "woude/wâld" (bos of moerasbos) uit de plaatsnaam.[2]

## Zie ook

Wapen van Eernewoude